# Barbara Mikulski

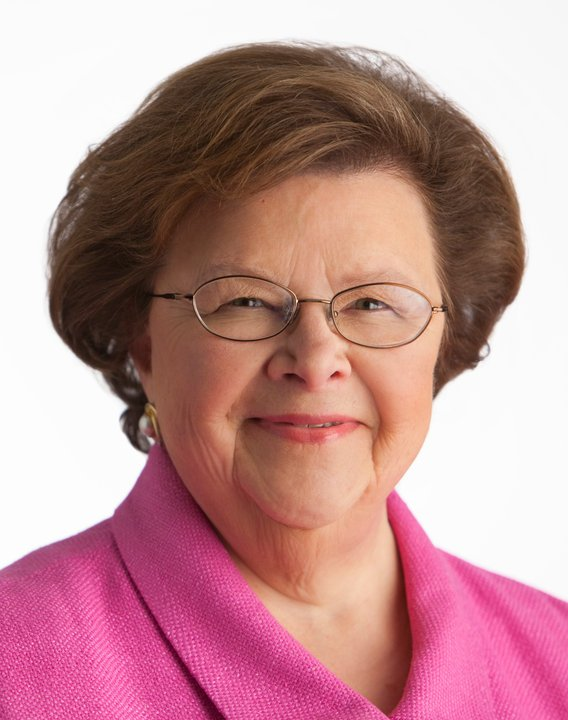
Barbara Mikulski

Barbara Ann Mikulski (* 20. Juli 1936 in Baltimore, Maryland) ist eine US-amerikanische Politikerin der Demokratischen Partei. Von 1987 bis 2017 vertrat sie den Bundesstaat Maryland im US-Senat. Da sie bei der Wahl 2016 nicht wieder antrat, schied sie 2017 aus dem Senat aus.

## Ausbildung und Beginn der politischen Karriere
Barbara Mikulski wurde als Urenkelin polnischer Einwanderer geboren, die eine örtliche Bäckerei betrieben. Sie ist die älteste von drei Töchtern der Eheleute Christine Kutz und William Mikulski und wuchs im Osten Baltimores auf. Während ihrer Jahre auf der High School am Institute of Notre Dame arbeitete sie in dem Lebensmittelladen ihrer Eltern, indem sie Waren an Senioren auslieferte, die ihre Wohnung nicht verlassen konnten.
Nach ihrem Abschluss am Mount Saint Agnes College, das heute zur Loyola University in Maryland gehört, erhielt sie ihren Magister artium in Sozialarbeit (MSW) der University of Maryland School of Social Work. Sie war als Sozialarbeiterin für katholische Stiftungen und den sozialen Dienst der Stadtverwaltung Baltimores tätig, indem sie gefährdeten Jugendlichen half und Senioren über das Medicare-Programm unterrichtete. Mikulskis politische Karriere begann, als sie sich gegen den Bau eines 16-spurigen Highways durch Baltimores Stadtteil Fells Point in ihrer Nachbarschaft engagierte. Sie organisierte den politischen Widerstand gegen den Bau der Straße, die daraufhin nie gebaut wurde. Daraus resultierte ihre Wahl in den Stadtrat Baltimores 1971.

## Politischer Aufstieg in Washington
1974 trat Mikulski erstmals bei der Wahl zum US-Senat an. Nach ihrem Primary-Sieg über Bernard L. Talley unterlag sie bei der eigentlichen Wahl dem republikanischen Amtsinhaber Charles Mathias mit 42,7 Prozent der Stimmen. Zwei Jahre später bewarb sie sich um die Nachfolge des Kongressabgeordneten Paul Sarbanes, der für den zweiten Senatssitz von Maryland kandidierte und den republikanischen Amtsinhaber John Glenn Beall besiegte. Barbara Mikulski gewann die Wahl im demokratisch dominierten dritten Kongresswahlbezirk ihres Staates mühelos mit 74,6 Prozent der Stimmen gegen den Republikaner Samuel Culotta und zog somit am 3. Januar 1977 ins US-Repräsentantenhaus in Washington, D.C. ein.
Danach gehörte sie bis 2017 ununterbrochen dem Kongress an. Nach vier ungefährdeten Wiederwahlen zum Repräsentantenhaus unternahm sie 1986 ihren zweiten Anlauf zu einem Mandat im Senat; ihr ehemaliger Gegner Charles Mathias kandidierte nicht mehr, so dass die Wahl offen war. Mikulski errang gegen Linda Chavez mit 60,7 Prozent eine deutliche Stimmenmehrheit und wechselte folglich am 3. Januar 1987 innerhalb des Kongresses in den Senat. In der Folge trat sie viermal zur Wiederwahl an, wobei sie das beste Ergebnis bei der ersten Bestätigung 1992 erzielte, als sie mit 71 Prozent gegen den konservativen Republikaner Alan Keyes gewann.
Im Jahr 1993 widersetzte sie sich zusammen mit Carol Moseley Braun der damals geltenden Regel, dass Frauen Kleid bzw. Röcke im Senat zu tragen hatten, als sie mit Anzughosen im Senat erschien. Noch im selben Jahr erlaubte Martha S. Pope als Sergeant at Arms of the United States Senate, dass Frauen künftig Anzughosen im Senat tragen dürften.
Zuletzt gelang ihr im November 2010 die Wiederwahl gegen Eric Wargotz; mit 61,8 Prozent der Stimmen erzielte sie dabei allerdings ihr schlechtestes Ergebnis seit ihrer erstmaligen Wahl in den Senat.

## Arbeit als Senatorin
Mikulski stimmte, wie die Mehrzahl ihrer demokratischen Senatskollegen, 1995 für ein Sozialhilfegesetz der Republikaner. Dies galt als Ausdruck einer sozialpolitischen Kehrtwende ihrer Partei, die sich seit den 1930er-Jahren für die Unterstützung ärmerer Menschen eingesetzt hatte. Von den damaligen demokratischen Senatorinnen votierten neben Mikulski auch Dianne Feinstein (Kalifornien), Barbara Boxer (Kalifornien) und Patty Murray (Washington) für das Gesetz der Republikaner; lediglich Carol Moseley Braun (Illinois) stimmte dagegen.
Nach dem Tod von Daniel Inouye wurde Mikulski im Dezember 2012 Vorsitzende des einflussreichen Committee on Appropriations und behielt dieses Amt, bis die Demokraten im Januar 2015 die Mehrheit im Senat verloren. Mikulskis politischer Stil wurde als temperamentvoll und kämpferisch bezeichnet; sie setzte sich für klassisch linksliberale Themen und mehr Frauen in Führungspositionen ein. Unter anderem organisierte sie monatliche Treffen der weiblichen US-Senatoren beider Parteien.
Im März 2015 kündigte Mikulski an, bei der Wahl im November 2016 nicht wieder anzutreten, sie schied deshalb am 3. Januar 2017 aus dem Senat aus; ihr Mandat fiel danach an Chris Van Hollen. Sie war länger Mitglied des Kongresses als jede andere Frau vor ihr. Im November 2015 verlieh ihr Präsident Barack Obama die Presidential Medal of Freedom.

## Belege
1. 1 2  Jasmin Lörchner: Washington 1993: Hosen-Aufstand im US-Senat – Der Spiegel – Geschichte. Der Spiegel, abgerufen am 25. März 2020.
2. 1 2  Chicago Tribune - We are currently unavailable in your region. Abgerufen am 25. März 2020.
3. 1 2  Jennifer Steinhauer: Senator Barbara Mikulski, Maryland Democrat and Role Model, to Retire in 2017. In: The New York Times, 2. März 2015.

| Personendaten    | Personendaten                                          |
| ---------------- | ------------------------------------------------------ |
| NAME             | Mikulski, Barbara                                      |
| ALTERNATIVNAMEN  | Mikulski, Barbara Ann (vollständiger Name)             |
| KURZBESCHREIBUNG | US-amerikanische Politikerin der Demokratischen Partei |
| GEBURTSDATUM     | 20. Juli 1936                                          |
| GEBURTSORT       | Baltimore, Maryland                                    |